# Hemerotrecha banksi
Espèce
Synonymes
- Hemerotrecha californica Banks, 1903 nec Banks, 1899

Hemerotrecha banksi est une espèce de solifuges de la famille des Eremobatidae.

## Distribution
Cette espèce est endémique de Californie aux États-Unis,.

## Description
Les mâles mesurent de 10,0 à 12,0 mm et les femelles de 11,0 à 13,0 mm.

## Étymologie
Cette espèce est nommée en l'honneur de Nathan Banks.

## Publication originale
- Muma, 1951 : The Arachnid order Solpugida in the United States. Bulletin of the American Museum of Natural History, no 97, p. 31-141 (texte intégral).